# Wilkowo Świebodzińskie
Wilkowo Świebodzińskie (niem. Wilkau (bei Schwiebus)) – przystanek kolejowy w Wilkowie, w gminie Świebodzin, w województwie lubuskim. Jest przystankiem na linii kolejowej nr 3 – trasie pociągów: Zbąszynek – Rzepin.

## Ruch pasażerski[1]
| Rok  | Wymiana pasażerska na dobę |
| ---- | -------------------------- |
| 2017 | 20-49                      |
| 2018 | 20-49                      |
| 2019 | 20-49                      |
| 2020 | 10-19                      |
| 2021 | 10-19                      |
| 2022 | 10-19                      |
| 2023 | 20-49                      |